# Janji (Siempat Nempu Hilir)
Janji is een bestuurslaag in het regentschap Dairi van de provincie Noord-Sumatra, Indonesië. Janji telt 1554 inwoners (volkstelling 2010).